# Harry Dobinson
Harold Dobinson (2 tháng 3 năm 1898 – 1990) là một cầu thủ bóng đá người Anh thi đấu ở vị trí tiền đạo trung tâm.